# 子蒲
子蒲（？—？），春秋时期秦国的大夫。

## 生平
子蒲當時的國君是秦哀公。吴王阖闾伐楚，柏举之战重创楚国。前505年，申包胥哭秦庭，秦哀公以子蒲、子虎率领战车五百辆跟随申包胥救援楚国。子蒲说：“我不知吴军的战术。”让楚军先和吴军作战，秦军在稷地与吴军会合，在沂地击败夫概。吴军在柏举俘虏了薳射，薳射之子率楚国溃军跟随子西，在军祥地方击败吴军。秋七月，子期、子蒲灭亡唐国。